# Ernesto Laguardia
Ernesto Laguardia Garfias (Cidade do México, 5 de outubro de 1959) é um ator e apresentador mexicano.

## Biografia
Ernesto Laguardia começou sua carreira como modelo enquanto ele estava na escola elementar. Seu entusiasmo ao longo dos anos o levou a importantes contratos temporários com empresas mexicanas e internacionais. Ele também participou como dançarino na "TV Show Sabado del Rock".
Antes de obter seu diploma em Administração de Empresas, ele também aproveitou as oportunidades de trabalho em estações de rádio. Ele adordou este desafio particular, trabalhando como mensageiro e em poucos meses tornou-se um repórter de notícia. Durante os dois anos seguintes, ele entrevistou pessoas famosas, como os cantores Julio Iglesias e Rocio Durcal, Miguel Bosé, Armando Manzanero e entre outros.
Ernesto teve sua estréia como ator em 1984 como um membro da super produção "Dune" dirigida por David Lynch e produzido pelo italiano Dino de Laurentis, foi três anos depois que ele conseguiu seu primeiro papel protagônico na telenovela Quinceañera ao lado de Adela Noriega e Thalía; a partir de então se colocou no gosto do público e até hoje tem participado de várias telenovelas.
Ele também estudou Direção e Produção de filmes e shows de televisão na Universidade de Nova York, e desde 1996 ele tem desenvolvido projetos através de suas empresas Foro 3 SC e Producciones Ernesto Laguardia.
Em 2002 e parte de 2003, participou como apresentador do programa El Club, ao lado de Adriana Riveramelo. Mais tarde, ele se juntou à apresentação do programa da revista Hoy. No mesmo ano, ele foi chamado pela produtora Carla Estrada para se juntar à novela Amor real, na qual ele interpretou um vilão.
Em 2005, intercalando a liderança de Hoy, Ernesto é chamado novamente por Carla Estrada para interpretar Cristóbal na novela Alborada.
Em 2008, Ernesto retornou à apresentar o programa matinal Hoy e fez uma pequena participação na telenovela Fuego en la sangre.
Em 2011, participou como apresentador e júri do programa Protagonistas de Novela para a Univision, nos Estados Unidos. Em 2012, ele volta às novelas no papel de antagonista da telenovela Corona de lágrimas.
Em 2015, voltou às novelas como protagonista de Amores con trampa, para dar vida a Santiago Velasco e compartilhar créditos com Itatí Cantoral, Eduardo Yáñez e África Zavala.
Em 2017, ele ingressou na TV Azteca para participar da telenovela Las malcriadas. Em 2018, ele ingressou na Telemundo e faz parte da quinta temporada da série Señora Acero.
Em 2019, ele volta à Televisa fazendo parte do elenco da biosérie Silvia, frente a ti, onde interpreta Julio Fernández, o último marido da primeira atriz Silvia Pinal.

## Vida pessoal
Em 19 de maio de 2007 se casou com Patricia Rodríguez, com quem teve 3 filhos: Bárbara que nasceu em 26 de outubro de 2007, Santiago que nasceu em 4 de março de 2009 e Emiliano que nasceu em 11 de março de 2011.

## Filmografia

### Televisão
| Ano     | Título                       | Personagem                              | Notas                                             |
| ------- | ---------------------------- | --------------------------------------- | ------------------------------------------------- |
| 1985-86 | Cachún cachún ra ra!         | Neto                                    |                                                   |
| 1983    | Nataly                       | Raúl, blind boy                         |                                                   |
| 1983    | La fiera                     | Raúl                                    |                                                   |
| 1985    | Los años pasan               | Cuco                                    |                                                   |
| 1986    | Pobre juventud               | Sérgio (Muelas)                         |                                                   |
| 1986    | Marionetas                   | Sergio                                  |                                                   |
| 1986    | Cautiva                      | Sergio                                  |                                                   |
| 1987    | Tiempo de amar               | Héctor                                  |                                                   |
| 1987    | Mujer, casos de la vida real | —                                       | Episódio: "Nuestra vida"                          |
| 1987    | Quinceañera                  | Pancho                                  |                                                   |
| 1988    | Flor y canela                | Pablo D'avilla                          |                                                   |
| 1988    | Mujer, casos de la vida real | —                                       | Episódio: "Falsedad"                              |
| 1988    | Mujer, casos de la vida real | Cesar                                   | Episódio: "La bailarina"                          |
| 1989    | Hora marcada                 | Gustavo                                 | Episódio: "Doblemente yo"                         |
| 1990    | Cenizas y diamantes          | Julián Gallardo                         |                                                   |
| 1990    | Mujer, casos de la vida real | —                                       | Episódio: "Las cartas"                            |
| 1992    | La sonrisa del diablo        | Rafael Galicia                          |                                                   |
| 1993    | Televiteatros                | Vários personagens                      | Episódio: "La calandria"                          |
| 1993    | Los parientes pobres         | Jesús Sánchez (Chucho)                  |                                                   |
| 1995    | Alondra                      | Carlos Támez                            |                                                   |
| 1995    | Lazos de amor                | Bernardo Rivas                          |                                                   |
| 1996    | La antorcha encendida        | Gral. Ignacio Allende                   |                                                   |
| 1996    | Mi querida Isabel            | Luis Daniel Márquez Riquelme            |                                                   |
| 1997    | María Isabel                 | Luis Torres                             | Participação especial                             |
| 1997    | Desencuentro                 | Luis Torres                             |                                                   |
| 1998    | Gotita de amor               | Dr. Alberto                             |                                                   |
| 1999    | Cuento de Navidad            | Miguel                                  | Especial de fim de ano                            |
| 2000    | Amigos x siempre             | Salvador Vidal Ruvalcaba                |                                                   |
| 2001    | Amigas y rivales             | Ele mesmo                               | Episódios: "26-29 de fevereiro de 2001"           |
| 2002    | Teletón                      | Apresentador                            |                                                   |
| 2002    | El club                      | Apresentador                            |                                                   |
| 2002    | Mujer, casos de la vida real | —                                       | Episódio: "Acosado"                               |
| 2003    | Código F.A.M.A.              | Apresentador                            |                                                   |
| 2003    | Amor real                    | Humberto Peñalver                       |                                                   |
| 2003-06 | Hoy                          | Apresentador                            |                                                   |
| 2004    | Código F.A.M.A. 2a. edição   | Apresentador                            |                                                   |
| 2005    | Alborada                     | Cristóbal de Lara                       |                                                   |
| 2006    | Mundo de fieras              | Leonardo Barrios                        |                                                   |
| 2007    | Amor sin maquillaje          | —                                       |                                                   |
| 2008    | Fuego en la sangre           | Juan José Robles                        | Episódios: "22 de janeiro-7 de fevereiro de 2008" |
| 2012-23 | Corona de lágrimas           | Rómulo Ancira                           |                                                   |
| 2015    | Amores con trampa            | Santiago Velasco                        |                                                   |
| 2017    | Las malcriadas               | Mário Espinosa                          |                                                   |
| 2018-19 | Señora Acero                 | Arturo Landino 'El Amable'              | Temporada 5                                       |
| 2019    | Silvia, frente a ti          | Julio Fernández (Tulio Hernández Gómez) |                                                   |
| 2021-22 | Contigo sí                   | Gerardo Vega Núñez                      |                                                   |
| 2024-25 | Papás por conveniencia       | Jason Angarita                          |                                                   |

### Cinema
| Ano  | Título                     | Personagem              | Notas                             |
| ---- | -------------------------- | ----------------------- | --------------------------------- |
| 1984 | Dune                       | Vítima de Harkonnen's   | Participação especial             |
| 1989 | La ley de las calles       | Roque                   |                                   |
| 1990 | Imagen de muerte           |                         |                                   |
| 1990 | Ladrones de tumbas         | Manolo Andrade          |                                   |
| 1991 | María la guerrillera       |                         |                                   |
| 1992 | Cambiando el destino       | Toño el representante   |                                   |
| 1993 | ¡Aquí espaantan!           | Alejandro               |                                   |
| 1993 | The Wrong Man              | Detective Ortega        |                                   |
| 1993 | Principio y fin            | Gabriel Botero          |                                   |
| 1994 | Novia que te vea           | Eduardo Saavedra        |                                   |
| 1997 | De noche vienes, Esmeralda | Pedro, accusing husband |                                   |
| 2002 | ¡Qué padre!                | Host                    | Telefilme                         |
| 2008 | Bolt, o supercão           | Bolt (voz)              | Dublagem para a América hispânica |

## Teatro
- Amores Mexicanos (1999)
- La Venganza de Don Mendo (1998)
- Recital Federico García Lorca (1998)
- Aroma de Cariño (1996-97)
- Dos Curas de Locura (1993-1994)
- Un Espíritu Travieso (1993-1994)
- Esta Noche Sí... (1991- 1992)
- Santísima (1991)
- La Desconfianza (1990-1991)

## Prêmios e Indicações
| Ano  | Festival                     | Categoria                   | Nomeações             | Resultado |
| ---- | ---------------------------- | --------------------------- | --------------------- | --------- |
| 1985 | Prêmio TVyNovelas            | Melhor Ator em Comédia      | Cachún cachún ra ra!  | Venceu    |
| 1987 | Prêmio TVyNovelas            | Melhor Ator Revelação       | Pobre juventud        | Indicado  |
| 1988 | Prêmio TVyNovelas            | Melhor Ator Jovem           | Quinceañera           | Venceu    |
| 1989 | Prêmio TVyNovelas            | Melhor Ator Jovem           | Flor y canela         | Venceu    |
| 1991 | Prêmio TVyNovelas            | Melhor Ator Jovem           | Cenizas y diamantes   | Indicado  |
| 1994 | Prêmio TVyNovelas            | Melhor Ator Protagonista    | Los parientes pobres  | Indicado  |
| 1995 | Prêmios El Heraldo de México | Melhor Revelação em Cinema  | Principio y fin       | Venceu    |
| 1996 | Prêmio TVyNovelas            | Melhor Ator Protagonista    | Alondra               | Indicado  |
| 1998 | Prêmio TVyNovelas            | Excelência em Atuação       | La antorcha encendida | Venceu    |
| 1998 | Prêmios ACE de Nova York     | Figura Masculina do Ano     | Desencuentro          | Venceu    |
| 2001 | Prêmio TVyNovelas            | Melhor Ator Protagonista    | Amigos x siempre      | Indicado  |
| 2003 | Prêmios Califa de Oro        | Melhor Ator Coadjuvante     | Amor real             | Venceu    |
| 2004 | Prêmio TVyNovelas            | Melhor Ator Coadjuvante     | Amor real             | Venceu    |
| 2004 | Prêmios ACE de Nova York     | Melhor Co-Atuação Masculina | Amor real             | Venceu    |
| 2006 | Prêmio TVyNovelas            | Melhor Ator Coadjuvante     | Alborada              | Venceu    |
| 2006 | Prêmio TVyNovelas            | Melhor Apresentador         | Hoy                   | Indicado  |
| 2013 | Prêmios Bravo                | Melhor Ator Antagônico      | Corona de lágrimas    | Venceu    |